# Rubus vaniloquus
Rubus vaniloquus är en rosväxtart som beskrevs av A. Schumacher och Heinrich E. Weber. Rubus vaniloquus ingår i släktet rubusar, och familjen rosväxter. Inga underarter finns listade i Catalogue of Life.